# 足三里穴
足三里穴是属于足陽明胃經的腧穴，是胃經的合穴，也是胃下合穴、回陽九針穴之一、強壯要穴。

## 釋名
足三里因能治理（理與里通）腹部上中下三部諸症而得名。又名下陵、鬼邪、中俞髎。

## 定位
犢鼻穴下3寸，距脛骨前緣一橫指（中指）。

## 解剖
針刺層次：皮膚-皮下組織-脛骨前肌-趾長伸肌-小腿骨間膜-脛骨後肌。
淺層有腓腸外側皮神經，深層有腓深神經肌支以及脛前動脈分佈，小腿骨間膜深面有脛神經和脛後動脈分佈。

## 主治
1. 腹部病症：足三里有和胃健胃、通腸導滯的作用，對於脾胃病症如胃痛、嘔吐、腸鳴、便秘等均有療效，古有“肚腹三里留”的說法。
2. 與脾胃有關的虛證：脾胃為後天之本、氣血生化之源，脾胃失運則可導致氣血虧虛，出現心悸、氣短、虛勞等症，足三里有健脾益氣的作用。
3. 虛脫：足三里為回陽九針穴之一，能補中氣、回陽固脫。
4. 痰濕證：脾為生痰之源，脾失健運則水濕凝聚成痰，對於痰濕所致的痰飲、癇證、癲狂等，可選用本穴。
5. 胃經循行部位足、膝、股等處的疾患如下肢不遂、痿痺等也可使用足三里。[1][2]

## 操作
直刺1～2寸；可灸。